# Унаби (танец)
Унаби́ (арм. Ունաբի) — армянский женский сольный танец из Шуши (Нагорный Карабах). Мелодия танца была записана Комитасом в Вагаршапате и обработана для фортепиано.

## Этимология
Название танца происходит от названия плода одноимённого дерева унаби. Этим словом также обозначали особую манеру исполнения армянских женских плясок.

## Характеристика
Танец исполняется «завуалированно и очень нежно», «изящно и плавно», «возвышенно и грациозно» (Grave et racieux), в стиле тара и дафа - музыкальных инструментов, используемых также армянскими сазандарами. Размер составляет 9/8 или 3/8.